# آلفا مثلث جنوبی
آلفا مثلث جنوبی یک ستاره است که در صورت فلکی مثلث جنوبی قرار دارد.